# Die Zauberei im Herbste

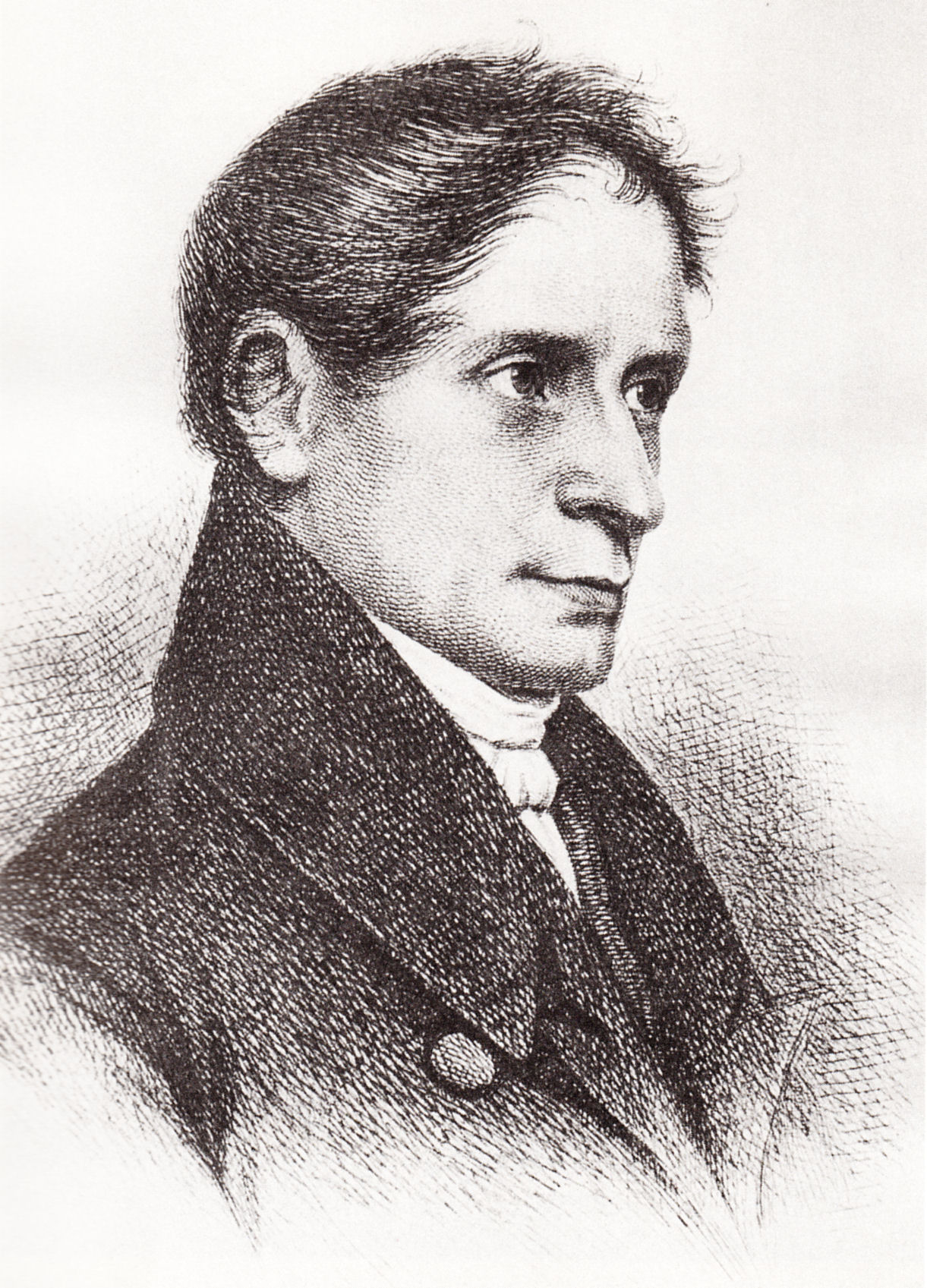
Joseph von Eichendorff
(1788–1857)

Die Zauberei im Herbste. Ein Märchen ist eine Erzählung von Joseph von Eichendorff aus dem Jahr 1808, die als früheste Prosaarbeit des Romantikers gilt. Damals benutzte der Dichter noch das Pseudonym Florens. Wilhelm Kosch publizierte den Text 1906 in Köln.

## Inhalt
Auf der Jagd verirrt sich Ritter Ubaldo im Walde. In der Einöde beherbergt ihn ein Klausner in seiner Höhle. Die Augen des Waldbewohners flammen irre.  Aus dem nächtlichen Gesang des Einsiedlers entnimmt Ubaldo, der Sänger will schwere Sünde abbüßen. Am nächsten Morgen wird Ubaldo von dem Fremden aus der Einöde geführt und erblickt sein Schloss. Ubaldo wiederholt seinen Besuch in der Höhle. Schließlich wird der Besuch erwidert, und der Einsiedler erzählt Ubaldo und dessen Gattin Berta seine Lebensgeschichte:
Weil er ein schönes Fräulein liebte, ließ er seinen Freund allein mit Gottfried nach Palästina ziehen. Der Erzähler gestand dem Fräulein seine Liebe. Die Neigung wurde erwidert. Er bekam zur Antwort, sein Freund wolle sie entführen und verbergen. Sie könnten sich nur wieder sehen, wenn der Freund stürbe. In einem Zweikampf brachte der Einsiedler den Freund um. Der Weg in die Kammer des Fräuleins war frei. Nachdem der Einsiedler eine unbestimmte Zeit im Schloss des Fräuleins verbracht hatte, wachte er eines Nachts auf und ihn befiel ein Grausen. Es war ihm, als sähe er im Mondlicht ein "totenkaltes", steinernes Bild des Fräuleins. Der schöne Mund erschien ihm auf einmal verzerrt. Er eilte atemlos fort und suchte in seiner Höhle Gnade vor Gott, konnte sie aber nicht finden.
Während des Lauschens auf die soeben skizzierte Lebensgeschichte erkennt Ubaldo in dem Einsiedler endlich seinen Jugendfreund Raimund. Jenes schöne Fräulein ist längst Ubaldos Frau Berta. Das Paar hat Kinder. Ubaldo versichert dem erschrockenen Raimund, einen Zweikampf um Berta habe es nie gegeben. Ubaldo habe in Palästina gefochten und nach seiner Heimkehr Berta geheiratet. Der Ritter hat eine Erklärung für den Wahn des Freundes. Jeden Herbst erwache in der Gegend ein böser Zauber neu. Der habe Raimund befallen. Zwar erkennt Raimund, seine Liebe, sein ganzes Leben sei eine lange Täuschung gewesen, doch dann verfällt er wieder in den Wahnsinn, geht in den Wald und ward nie mehr gesehn.

## Rezeption
- Hillach und Krabiel[6] sehen Parallelen zum Marmorbild. Tiecks Getreuer Eckart und Henslers Donauweibchen hätten dem jungen Autor als Vorbild gedient.
- Tannhäuser und Frau Venus seien Vorlagen für Raimund und das schöne Fräulein.[7]

### Zitierte Textausgabe
- Die Zauberei im Herbste. Ein Märchen. S. 9–27 in Wolfgang Frühwald (Hrsg.), Brigitte Schillbach (Hrsg.): Joseph von Eichendorff. Ahnung und Gegenwart. Erzählungen I. in Wolfgang Frühwald (Hrsg.), Brigitte Schillbach (Hrsg.), Hartwig Schultz (Hrsg.): Joseph von Eichendorff. Werke in fünf Bänden. Band 2. 843 Seiten. Leinen. Deutscher Klassiker Verlag, Frankfurt am Main 1985 (1. Aufl.), ISBN 3-618-60120-4